# Penthilos (Sohn des Orestes)
Penthilos (altgriechisch Πένθιλος Pénthilos) ist in der griechischen Mythologie der Sohn des Orestes mit Erigone, Tochter des Aigisthos. Nach dem Tod des Orestes herrschte er laut Velleius Paterculus zusammen mit seinem Halbbruder Teisamenos drei Jahre lang über Sparta und Argos.
Seine Söhne sind Damasios oder Echelaos. Von ihm und seinen Nachkommen wurden auf Lesbos und in Kleinasien, vor allem der Aiolis, aiolische Kolonien gegründet. Die Stadt Penthile auf Lesbos wurde ausdrücklich nach Penthilos benannt.
In Mytilene errichteten die Penthiliden eine Alleinherrschaft, die von Megakles beseitigt wurde. Während der oligarchischen Wirren in Mytilene am Ende des 7. Jahrhunderts v. Chr., in die auch Alkaios von Lesbos verwickelt war, versuchte ein zweiter Penthilos die Herrschaft an sich zu reißen, wurde aber von einem Smerdis beseitigt.